# District historique de White Grass Ranger Station
 (septembre 2020).
Le district historique de White Grass Ranger Station – ou White Grass Ranger Station Historic District en anglais – est un district historique du comté de Teton, dans le Wyoming, aux États-Unis. Situé au sein du parc national de Grand Teton, il est inscrit au Registre national des lieux historiques le 23 avril 1990.